# Bernat Otó de Niòrt
Bernat Otó de Niòrt o Bernat Ot d'Aniòrt († c. 1245) va ser senyor de Niòrt al Rasès, de Laurac, de Mont-real i de Ròcafuèlh.

## Biografia
Bernat Otó era fill de Guillem de Niòrt i Esclarmonda de Mont-real-Laurac. És el més famós dels "germans maleïts", al costat de Geraud de Niòrt, vescomte de Sault, i Ramon de Ròcafuèlh.
Va néixer cap al 1201. Als 5 o 6 anys va ser confiat a la seva àvia Blanca de Laurac, que regentava una casa de perfectes càtars a les seves terres. Fou, doncs, des de ben jove un partidari de la fe càtara mentre freqüentava l'alta societat llenguadociana de l'època i els grans noms de l'església dels Bons Homes (com Gilabert de Castres).

Escut d'armes de Bernat Otó de Niòrt. D'or amb una creu de gules vorejada de la mateixa manera, segons l'inventari de la col·lecció de segells de Douët d'Arcq, els colors són només hipotètics.

Es casa amb Nova de Cabaret, amb qui va tenir un fill, Bertrand. Tanmateix, va intentar repudiar-la diverses vegades. Va ser condemnat a la foguera com a heretge l'any 1236 a les torres de Carcassona, però se'n va escapar gràcies a les súpliques dels seus veïns, ja que molts barons de la regió van persuadir la Inquisició de condemnar-lo només a cadena perpètua per evitar un alçament.

### Cronologia
- 1213: participa a la batalla de Muret amb el seu pare (?) i els seus germans Geraud, Guillem, Guillem Bernart i Ramon de Ròcafuèlh.[4]
- 1220: Bernat Otó ajuda el futur primer bisbe càtar de Tolosa, Gilabert de Castres, així com Ramon Aguilar, a fugir de la ciutat de Castelnou d'Arri, assetjada per Amaurí de Montfort durant la croada albigesa.[5]
- 1226: es troba, amb Oliver de Tèrme, entre els faidits refugiats a Limós i Cabaret que fustiguen l'ocupació francesa.[5]
- 1228 o 1229: defensa el castell de Cabaret contra els croats.
- 1230: va en ajuda de Marsella assetjada pel comte català Ramon Berenguer V.[5]
- 1230: és ferit al cap per una fletxa a la batalla de Verfuèlh contra el bisbe Folquet de Tolosa. Rep el consolament, però s'escapa de la mort. Torna a agafar les armes i és fet presoner, per després ser intercanviat per Jean de Brigier que es trobava presoner al castell de Niòrt des de la batalla de Basièja el 1221.[4]
- 1232: amb l'ajuda del seu fill i del seu germà Bertran, ataca les possessions de l'arquebisbe de Narbona,; el mateix arquebisbe Pierre Amiel va ser ferit mentre preparava el seu viatge a la Santa Seu.[5]
- 1234: ofereix refugi als heretges al seu castell de Niòrt.
- 1235: el tribunal de la Inquisició de Carcassona condemna els membres de la família Niòrt per heretgia i els desposseeix de les seves possessions, inclosa Niòrt. El seu germà Guillem (?) (l'únic que va ser present al judici) va ser empresonat de per vida.[4]
- 1240: a la presó amb el seu germà Guillem. Però després de la submissió del seu germà Geraud al rei de França Lluïs IX, són alliberats amb condicions.[6]
- 1243: és demandat a Carcassona pels templers, pel comandant del temple de Douzens, per la pertinença de la vil·la de Campanha.[7]
- 1259-1260: revisió del judici dels germans Niòrt. Alguns testimonis citen que eren faïdits a l'època de Simó IV de Montfort. Pel que sembla, es rehabiliten ell i els seus germans gràcies a Esclarmonda de Ginòlas (de manera pòstuma).